# Weinsbergwiese
Weinsbergwiese (früher auch Weinspergwiese) ist eine Streusiedlung in der Gemeinde Bärnkopf im Bezirk Zwettl in Niederösterreich
Die Siedlung liegt östlich von Bärnkopf an der Landesstraße L82, südwestlich im Wald liegt der Weinsberg (1041 Meter) mit der Burgruine Weinsberg. 1998 besteht sie aus 3 Wohnadressen.
Die Weinsbergwiese wird bereits 1510 schriftlich erwähnt, im Franziszeischen Kataster aus dem Jahr 1823 wird der Ort mit 3 Häusern ohne Namen gezeigt und ist der Gemeinde Oedt zugeordnet, diese war der Herrschaft Gutenbrunn unterstellt.
Im Jahr 1822 wurde der Ort als Teil von Oedt mit insgesamt 36 Häusern genannt (davon drei in der heutigen Ortschaft), das nach Martinsberg eingepfarrt war, wohin auch die Kinder eingeschult wurden. Die Herrschaft Gutenbrunn besaß die Ortsobrigkeit, übte die Landgerichtsbarkeit aus, besorgte die Konskription und hatte die Grundherrschaft inne.
In Folge der Theresianischen Reformen wurde der Ort dem Kreis Ober-Manhartsberg unterstellt und nach dem Umbruch 1848 war er bis 1867 dem Amtsbezirk Ottenschlag zugeteilt.
Mit der Aufhebung der Grundherrschaften und der Bildung von Ortsgemeinden wurde der Ort 1849 ein Teil der Katastralgemeinde Weinsberger Forst die der Gemeinde Gutenbrunn zugeordnet war. Nach der Gründung der eigenständigen Gemeinde Bärnkopf im Jahr 1923 wurde Weinsbergwiese als Rotte ein Teil derselben.